# Abel Salazar
Abel Salazar (Abel Salazar García; Ciudad de México, 24. rujna 1917. — Cuernavaca, 21. listopada 1995.) bio je meksički glumac, redatelj, producent i scenarist, koji se pojavio u više od 60 meksičkih filmova. Pojavio se i u telenoveli Mi segunda madre.
Njegovi su roditelji bili Don Salazar i njegova supruga, a brat Don Alfredo Salazar.
Prva supruga Abela Salazara bila je Alicia Cárdenas. Vjenčali su se 1944., ali su se rastali nakon što su dobili dvije kćeri, čija su imena:
- Alicia Salazar Cárdenas
- Leticia Salazar Cárdenas.

1958. je oženio slavnu glumicu Gloriju Marín. Nakon što su se rastali, Salazar je 1960. godine oženio Rositu Arenas. Njihove su kćeri:
- Rosa Salazar Arenas
- Claudia Salazar Arenas

## Kao redatelj
Neki filmovi na kojima je Abel Salazar radio kao redatelj:
- Los adolescentes
- Paula[2]
- Rosas blancas para mi hermana negra
- Elena y Raquel
- Tres mujeres en la hoguera

Njegov najslavniji film je pomalo skandalozni film Tres mujeres en la hoguera, u kojem je glumila Maritza Olivares, a koji je izazvao kontroverze zbog prikaza lezbijki.